# Luís Gomes (football)
Luís Gomes, né le 13 avril 2005 à Vila Real au Portugal, est un footballeur portugais qui évolue au poste de défenseur central au FC Porto B.

## Biographie

### En club
Né à Vila Real au Portugal, Luís Gomes commence le football dans le club local du SC Vila Real avant de rejoindre le FC Porto en 2015, où il poursuit sa formation. Le 14 juillet 2021, Luís Gomes signe son premier contrat professionnel avec le FC Porto, à l'âge de 16 ans.

### En sélection
Luís Gomes représente l'équipe du Portugal des moins de 17 ans. Il est retenu avec cette sélection pour participer au championnat d'Europe des moins de 17 ans en 2022. Il joue un seul match lors de ce tournoi organisé en Israël et son équipe se hisse jusqu'en demi-finale, battue par la France après une séance de tirs au but.
Luís Gomes est sélectionné avec l'équipe du Portugal des moins de 19 ans, pour participer au championnat d'Europe des moins de 19 ans en 2023. Le Portugal se hisse jusqu'en finale après avoir battu la Norvège,.

## Palmarès
Portugal -19 ans
- Championnat d'Europe : 
  - Finaliste en 2023